# لوکا لولی
لوکا لولی (انگلیسی: Luca Lulli؛ زادهٔ ۲۲ دسامبر ۱۹۹۱) بازیکن فوتبال اهل ایتالیا است.
از باشگاه‌هایی که در آن بازی کرده‌است می‌توان به باشگاه فوتبال کومو و باشگاه فوتبال دلفینو پسکارا اشاره کرد.